# Ljubomir Travica
Ljubomir Travica (Ervenik, 1º ottobre 1954) è un ex pallavolista e allenatore di pallavolo croato.

## Carriera
Cresciuto pallavolisticamente nell'HAOK Mladost di Zagabria, approdò in Italia nel 1983-84, ingaggiato dalla Panini di Modena. Negli anni successivi vestì le maglie del Petrarca di Padova in A1, e di Di.Po. Vimercate e Brugherio in A2.
Nel 1991 prese il via la sua carriera da allenatore; guidò in B1 l'Effedì Valdagno. Fino alla stagione 2002-03, anno della svolta con il suo passaggio all'Olympiakos, allenò molte squadre, tra A1 e A2.
Nella sua carriera ha ottenuto due promozioni in Serie A1, con il Catania Sporting nel 1995-96 e con la Callipo di Vibo Valentia nel 2007-08, oltreché guidato la Gabeca a una finale di Coppa Italia. Ha vinto un campionato greco, due campionati del Qatar e quattro tunisini, e ha ottenuto con la nazionale serbo-montenegrina il bronzo agli Europei 2005.

## Palmarès

### Giocatore
- Coppa CEV: 1

1983-84

### Allenatore
- Campionato greco: 1

2002-03

## Vita privata
È il padre del palleggiatore Dragan, nonché suocero dello schiacciatore Cristian Savani.